# 3. zongoraverseny (Liszt)
Liszt Ferenc 3., Esz-dúr zongoraversenyét csak 1989-ben fedezték fel, addig gyakorlatilag nem tudtak róla. Feltehetően 1836–39 között keletkezett, de az is lehet, hogy csak 1847 után íródott. Műjegyzékszáma: S.125a.

## A mű felfedezése
Liszt soha nem tett említést egy harmadik koncertről írásaiban, így a létezése ismeretlen volt a kutatók számára. A 3. zongoraversenyt 1989-ben fedezte fel a Chicagói Egyetem doktorandusza, Jay Rosenblatt. A darab részleteit különböző helyeken, szétszórva találta meg: Weimarban, Nürnbergben és Leningrádban. Amennyiben a keletkezési időnek a korábbi évszámokat (1836–39) fogadjuk el, az is elképzelhető, hogy a szintén Esz-dúrban írt 1. zongoraverseny  elővázlatai lehettek.
Liszt halála után a házvezetőnője és néhány tanítványa dolgozták fel a kéziratokat, bár ez az összeállítás korántsem volt, nem is lehetett teljes. A Nürnbergbe kerülő anyag például Max Erdmannsdörfertől, a sondershauseni karmestertől – aki korábban kapcsolatban volt Liszt Ferenccel – került oda. Ugyancsak tőle származhatott az oroszországi anyag is, mert Erdmannsdörfer 1882-ben kapellmeister volt Moszkvában, és a nála lévő anyag kerülhetett a leningrádi könyvtárba.
Jerome Lowenthal zongoraművész, aki elsők között vizsgálta meg az anyagot, kijelentette, hogy a mű „igazi Liszt-alkotás, azonnal szembetűnik rajta az elegáns, ironikus zseni ujjlenyomata”. Hamburger Klára ugyanakkor kevésbé jelentős korai versenyműnek minősítette.

## A darab bemutatója
A felfedezett új zongorakoncertet 1990-ben mutatta be Janina Fialkowska, a Chicagói Szimfonikus Zenekar társaságában. Liszt 3. zongoraversenye még nem vált a nemzetközi koncertrepertoár részévé, de már számosan lemezre játszották, például Janina Fialkowska, Jerome Lowenthal, Louis Lortie, Leslie Howard, Jandó Jenő, Steven Mayer és Csurgay István.

## Fordítás
- Ez a szócikk részben vagy egészben  a   Piano Concerto No. 3 (Liszt) című angol Wikipédia-szócikk ezen változatának fordításán alapul.  Az eredeti cikk szerkesztőit annak laptörténete sorolja fel. Ez a jelzés csupán a megfogalmazás eredetét és a szerzői jogokat jelzi, nem szolgál a cikkben szereplő információk forrásmegjelöléseként.